# آلسیو نپی
آلسیو نپی (انگلیسی: Alessio Nepi؛ زادهٔ ۲۵ ژانویهٔ ۲۰۰۰) بازیکن فوتبال است.